# ČZ 125 T
ČZ 125 T je jednomístný motocykl, vyvinutý Českou zbrojovkou Strakonice, vyráběný v letech 1948-1950. Jeho předchůdcem byl model ČZ 125 B, vyráběný v roce 1947, nástupcem se stal v roce 1950 model ČZ 125 C a rozšířenější ČZ 150 C.
Dvoudobý, vzduchem chlazený jednoválec 123 cm³ s třístupňovou převodovkou, sekundární převod řetězem. Bylo vyrobeno 75 tisíc kusů.
Rozdíly oproti ČZ 125 B: Přední vidlice je teleskopická, držáky blatníku jsou umístěny na pevné části vidlice (nad pružinami, díky tomu je přední blatník relativně vysoko nad předním kolem), v závěru výroby došlo ke zrušení dekompresoru.
V průběhu výroby docházelo průběžně k drobným inovacím. Nejvíce změn se týkalo motoru, který tak můžeme nalézt ve čtyřech různých provedeních. Nejstarší provedení motoru bylo zcela shodné jako u předchozího modelu 125 B (zpočátku se modely B a T vyráběly krátkou dobu souběžně, lišily se pouze přední vidlicí). Od roku 1949 neměly motory dekompresor. Změnilo se také ovládání spojky, které byl nově na spodku motoru namísto pod pravým víkem. Motory se nově vypínaly zkratovacím tlačítkem na víku zapalování, z řídítek tím pádem zmizela páčka ovládání dekompresoru. Poslední provedení motoru mělo již kulatou hlavu se svíčkou nakloněnou do strany podobnou následujícímu modelu C. Inovace na ostatních částech motocyklu byly pouze nepatrné. Kožené sedlo typu Terry z počátků výroby nahradilo brzo sedlo gumové (značky Baťa, později Svit). Na rámu přibyly výztuhy u krku řízení a u zadních vidlic. Změnil se také detail uchycení nosiče a svislých vzpěr k zadnímu blatníku. Tachometry zn. VDO vystřídaly po roce 1948 tachometry Křižík, jedná se ale pouze o formální přejmenování jejich pražského výrobce, jinak byly stejné. V průběhu výroby se také od výrobního čísla 167838 změnilo schéma zapojení elektroinstalace, což ale zvenčí není nijak patrné.
Výroba modelu ČZ 125 T skončila v roce 1950, kdy ho nahradil modernější typ 125/150 C.

## Technické parametry
- Rám: trubkový, ocelový, svařovaný
- Suchá hmotnost: 76 kg
- Maximální rychlost: 80 km/h
- Spotřeba paliva: 2,5 l/100 km